# Sacé
Sacé é uma comuna francesa na região administrativa da Pays de la Loire, no departamento de Mayenne. Estende-se por uma área de 12,46 km². Em 2010 a comuna tinha 505 habitantes (densidade: 40,5 hab./km²).